# Salmo 5
El Salmo 5 es el quinto salmo del Libro de los Salmos. Su autoría se asigna tradicionalmente al rey David. Es un reflejo de cómo el Tzadikim ora por la liberación, no solo por la libertad del sufrimiento, sino para permitirse ser capaz de servir a Dios sin distracción.

## Esquema
El erudito del Antiguo Testamento Hermann Gunkel estructuró el salmo de la siguiente manera: 
- Versículos 1-4: Invocación de Dios
- Versículos 5-7: El lugar de oración
- Versículos 8-12: Las solicitudes reales (para uno mismo, contra sus oponentes, la protección de Yahveh para todos los piadosos)

## Temas
El Salmo 5 está dentro del género de la oración de la mañana, porque la mañana era muy importante en las religiones del antiguo Cercano Oriente. De ahí el versículo 4 (3 en algunas versiones). El salmo comienza con un lamento y continúa con alabanzas y pide que Dios castigue a los malhechores. El salmista describe la garganta de los impíos como un sepulcro abierto. El salmista termina con una bendición extendida a todos aquellos que confían en Dios.

## Interpretación

### Iglesia católica.
Este salmo refleja la oración matutina del salmista, quien al despertar eleva su súplica a Dios y busca su presencia en el Templo. Comienza reconociendo la justicia divina y expresando su deseo de estar ante el Señor. Luego, pide protección contra los enemigos y bendición para los justos. Para el cristiano, este salmo simboliza la «unión con Jesucristo, el verdadero Templo», en quien se obtiene la alegría plena y la seguridad de ser escuchado por el Padre. La referencia a Dios como "Rey" resalta su autoridad y justicia, mientras que el amanecer es visto como el momento propicio para la intervención divina.

#### Comentario al versículo 8
El salmista reconoce que solo por la misericordia de Dios puede entrar en el Templo, donde su oración alcanza su plenitud en el sacrificio matutino. La "bondad" (hesed) mencionada en el salmo se refiere a la fidelidad divina, que garantiza que Dios siempre escucha a quienes le invocan en su presencia. Esta certeza refuerza la confianza del creyente en la respuesta de Dios a sus súplicas.

#### Comentario a los versículos 9-11
El salmista no solo busca la protección de Dios, sino que también pide ser guiado en el camino de la justicia para vivir conforme a su voluntad. Así, sus enemigos no tendrán razones legítimas para acusarlo. Los impíos se distinguen por su rebeldía contra Dios, expresada a través de mentiras y conspiraciones contra el justo. Su maldad se describe con imágenes que abarcan distintas partes del cuerpo, reflejando una corrupción total. San Pablo retomará parte de este pasaje para ilustrar la condición pecadora del ser humano y su necesidad de redención en Cristo. Finalmente, el salmista clama para que el justo sea protegido y los impíos enfrenten las consecuencias de sus propios actos.

#### Comentario a los versículos 12-13
A diferencia del impío, el justo encuentra en Dios protección y misericordia. En este contexto, «Nombre» representa la persona misma de Dios. Así, quienes aman su Nombre son aquellos que reconocen con gratitud sus obras y confían en Él. En la Nueva Alianza, Jesucristo recibe «el Nombre sobre todo nombre» (Flp 2,9), y solo en Él se encuentra la salvación (Hch 4,12).

«El nombre de Cristo —comenta San Gregorio de Nisa— lleva la justicia, la sabiduría, el poder, la verdad, la bondad, la vida, la salvación, la inmortalidad. La virtud que está por encima de todo cambio y mutación»

### Otros comentarios
La traducción correcta de la palabra hebrea הַנְּחִילֹ֗ות (en la inscripción o versículo 1) no está clara; la NRSV y la Biblia de Lutero lo dan como "para flauta" nuevamente.
La Septuaginta, la Vulgata y algunas traducciones al árabe atribuyen נחל de "heredar", que significa "per ea quae haereditatem consequitur" (vulgar) y κληρονομος (Septuaginta). En consecuencia, se traduciría al inglés como "a favor de quienes reciben la herencia". Por lo tanto, Agustín, Casiodoro y otros  habían interpretado como "esos herederos de Dios".
Se puede encontrar una interpretación completamente cristológica en la obra de Martín Lutero , quien encuentra que el tercer versículo revela que la humanización del hombre sucede a través de la encarnación de Jesucristo.
Gerhard Ebeling ve en el Salmo una queja (versículo 10) y al mismo tiempo exultación y regocijo (versículo 12.)

## Contexto

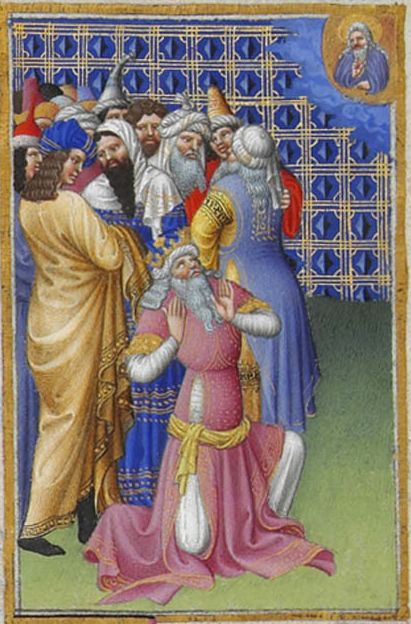
David suplica a Dios contra los malhechores.

El Salmo 4 fue el primer salmo usando un instrumento musical, cuerdas. El Salmo 5 es ahora el segundo salmo con instrumentos musicales, flautas.  
Se presenta un nuevo tema, el nombre de Dios con el Salmo 5:11 "Pero que todos los que se refugian en ti se regocijen; que siempre canten de alegría y extiendan tu protección sobre ellos, para que los que aman tu nombre se regocijen en ti. ". Este es el primero de cinco salmos seguidos 5,6,7,8 y 9 todos exaltando el nombre de Dios, con 6 versículos a saber: Salmo 5:11, Salmo 7:17, Salmo 8: 1, Salmo 8: 9, Salmo 9: 2, y Salmo 9:10.  Diversos tipos de flujo en el libro de los Salmos están siendo explorados por varios autores como O. Palmer Robertson.
Un énfasis de un género particular de Salmo, el lamento. En el Salmo 5: 1 donde Dios está llamado a 'escuchar mi lamento'. El género más común de Salmo en el libro de los Salmos será el lamento. Se puede ver que los lamentos ocurren más fuertemente en la primera mitad del libro de los Salmos.

## Comentarios de la Iglesia católica
El Salmo 5 refleja la oración del salmista al comenzar el día, contrastando con la paz nocturna del Salmo 4. Inicia con una súplica matutina (vv. 2-4), seguida por la afirmación de la justicia divina (vv. 5-7). Luego, expresa su deseo de acudir al Templo (v. 8), pide protección ante los malvados (vv. 9-11) y bendición para los justos (vv. 12-13).  
En clave cristiana, este salmo invita a buscar la unión con Cristo, el verdadero Templo de Dios. Así como el salmista confía en ser escuchado en el Templo (v. 8), el cristiano sabe que el Padre concede lo pedido en nombre de Jesús (Jn 15,16) y que en Él se encuentra la plenitud de la alegría (Jn 17,3). Al llamar a Dios «Rey mío», expresa confianza en su justicia. Finalmente, el amanecer, visto como tiempo propicio para la acción divina (Sal 17,15), marca el inicio de una espera confiada en la respuesta del Señor (v. 4).
El salmista reconoce que solo por la fidelidad de Dios puede entrar en el Templo, donde su oración matutina alcanza su plenitud en el sacrificio (v. 4). La palabra «bondad» (hesed) expresa la fidelidad divina al escuchar a quienes claman en su presencia. No solo pide ser oído y defendido (cfr Sal 3,8), sino también ser guiado por el camino de la justicia, de modo que sus enemigos no tengan razones para acusarlo. Los impíos, descritos como rebeldes contra Dios (v. 11), se distinguen por su falsedad y tramas contra el justo (vv. 9-10), que en algunos salmos reflejan conspiraciones contra el rey en tiempos de crisis (cfr Sal 17; 25; 35). En el v. 10, la corrupción del impío se ilustra con cuatro imágenes corporales, simbolizando la perversión total de la persona. San Pablo retomará parte de este versículo para mostrar la necesidad universal de la redención en Cristo (cfr Rm 3,13).

Las imprecaciones del v. 11 no buscan venganza, sino que el malvado enfrente las consecuencias de sus actos. En contraste, el justo, al confiar en Dios, encuentra en Él refugio y amor. En el v. 12, «Nombre» equivale a la persona misma de Dios, recordando su revelación a Moisés (cfr Ex 3,14). En la Nueva Alianza, Jesús recibe «el Nombre sobre todo nombre» (Flp 2,9), y solo en Él se encuentra la salvación (cfr Hch 4,12). San Gregorio de Nisa resalta que en el Nombre de Cristo se encuentran la justicia, la verdad y la vida inmutable.
Es uno de los salmos de las laudes del lunes de la primera semana en la Liturgia de las horas. Para facilitar la comprensión se le asigna a cada salmo un título en rojo (rúbrica) que no forma parte del salmo. El título del Salmo 24 es Oración de la mañana de un justo perseguido.

## Texto
Si hay un conflicto en la numeración de los versículos entre el hebreo y el latín, prevalece el original hebreo y lo sigue la traducción al francés. Por otro lado, el latín no cumple con la numeración mostrada. Los números de los versículos se aplican al texto latino, pero la traducción se cambia en algunos lugares.
| verso | hebreo original                                                  | Vulgata latina |
| ----- | ---------------------------------------------------------------- | --- |
| 1     | לַמְנַצֵּחַ אֶל-הַנְּחִילוֹת, מִזְמוֹר לְדָוִד                                     | [In finem pro ea quae hereditatem consequitur psalmus David] |
| 2     | אֲמָרַי הַאֲזִינָה יְהוָה; בִּינָה הֲגִיגִי                                     | Verba mea auribus percipe Domine intellege clamorem meum |
| 3     | הַקְשִׁיבָה, לְקוֹל שַׁוְעִי - מַלְכִּי וֵאלֹהָי: כִּי-אֵלֶיךָ, אֶתְפַּלָּל                   | Intende voci orationis meae rex meus y Deus meus |
| 4     | יְהוָה - בֹּקֶר, תִּשְׁמַע קוֹלִי; בֹּקֶר אֶעֱרָךְ-לְךָ, וַאֲצַפֶּה                        | Quoniam ad te orabo Domine mane exaudies vocem meam |
| 5     | כִּי, לֹא אֵל חָפֵץ רֶשַׁע אָתָּה: לֹא יְגֻרְךָ רָע                                | Mane adstabo tibi y videbo quoniam non deus volens iniquitatem eres |
| 6     | לֹא-יִתְיַצְּבוּ הוֹלְלִים, לְנֶגֶד עֵינֶיךָ; שָׂנֵאתָ, כָּל-פֹּעֲלֵי אָוֶן                  | Neque habitabit iuxta te malignus neque permanebunt iniusti ante oculos tuos |
| 7     | תְּאַבֵּד, דֹּבְרֵי כָזָב: אִישׁ-דָּמִים וּמִרְמָה, יְתָעֵב יְהוָה                        | Odisti omnes who operantur iniquitatem perdes omnes; qui loquuntur mendacium virum sanguinum y dolosum abominabitur Dominus                                                                       |
| 8     | וַאֲנִי - בְּרֹב חַסְדְּךָ, אָבוֹא בֵיתֶךָ; אֶשְׁתַּחֲוֶה אֶל-הֵיכַל-קָדְשְׁךָ, בְּיִרְאָתֶךָ          | Ego autem en multitudinaria misericordiae tuae introibo en domum tuam adorabo ad templum sanctum tuum en timore tuo                                                                               |
| 9     | יְהוָה, נְחֵנִי בְצִדְקָתֶךָ - לְמַעַן שׁוֹרְרָי; הושר (הַיְשַׁר) לְפָנַי דַּרְכֶּךָ            | Domine deduc me in iustitia tua propter inimicos meos dirige in conspectu meo viam tuam |
| 10    | כִּי אֵין בְּפִיהוּ, נְכוֹנָה - קִרְבָּם הַוּוֹת: קֶבֶר-פָּתוּחַ גְּרֹנָם; לְשׁוֹנָם, יַחֲלִיקוּן   | Quoniam non est en ore eorum veritas cor eorum vanum est |
| 11    | הַאֲשִׁימֵם, אֱלֹהִים-- יִפְּלוּ, מִמֹּעֲצוֹתֵיהֶם: בְּרֹב פִּשְׁעֵיהֶם, הַדִּיחֵמוֹ-- כִּי-מָרוּ בָךְ  | Sepulchrum patens est guttur eorum linguis suis dolose agebant iudica illos Deus decidant a cogitationibus suis secundum multitudinem impietatum eorum expelle eos quoniam inritaverunt te Domine |
| 12    | וְיִשְׂמְחוּ כָל-חוֹסֵי בָךְ, לְעוֹלָם יְרַנֵּנוּ-- וְתָסֵךְ עָלֵימוֹ; וְיַעְלְצוּ בְךָ, אֹהֲבֵי שְׁמֶךָ | Y laetentur omnes qui sperant in te in aeternum exultabunt et habitabis in eis et gloriabuntur in te omnes qui diligunt nomen tuum                                                                |
| 13    | כִּי-אַתָּה, תְּבָרֵךְ צַדִּיק: יְהוָה - כַּצִּנָּה, רָצוֹן תַּעְטְרֶנּוּ                      | Quoniam tu benedices iusto Domine ut scuto bonae voluntatis coronasti nos |

### Versión de la Biblia Reina-Valera 1960
1 Escucha, oh Jehová, mis palabras; Considera mi gemir.
2 Está atento a la voz de mi clamor, Rey mío y Dios mío, Porque a ti oraré.
3 Oh Jehová, de mañana oirás mi voz; De mañana me presentaré delante de ti, y esperaré.
4 Porque tú no eres un Dios que se complace en la maldad; El malo no habitará junto a ti.
5 Los insensatos no estarán delante de tus ojos; Aborreces a todos los que hacen iniquidad.
6 Destruirás a los que hablan mentira; Al hombre sanguinario y engañador abominará Jehová.
7 Mas yo por la abundancia de tu misericordia entraré en tu casa; Adoraré hacia tu santo templo en tu temor.
8 Guíame, Jehová, en tu justicia, a causa de mis enemigos; Endereza delante de mí tu camino.
9 Porque en la boca de ellos no hay sinceridad; Sus entrañas son maldad, Sepulcro abierto es su garganta, Con su lengua hablan lisonjas.
10 Castígalos, oh Dios; Caigan por sus mismos consejos; Por la multitud de sus transgresiones échalos fuera, Porque se rebelaron contra ti.
11 Pero alégrense todos los que en ti confían; Den voces de júbilo para siempre, porque tú los defiendes; En ti se regocijen los que aman tu nombre.

12 Porque tú, oh Jehová, bendecirás al justo; Como con un escudo lo rodearás de tu favor.

### Versión de la Biblia Reina-Valera 1995
1 Escucha, Jehová, mis palabras; considera mi gemir.
2 Atiende a la voz de mi clamor, Rey mío y Dios mío, porque a ti oraré.
3 Jehová, de mañana oirás mi voz; de mañana me presentaré delante de ti y esperaré.
4 Porque tú no eres un Dios que se complace en la maldad, el malo no habitará junto a ti.
5 Los insensatos no estarán delante de tus ojos; aborreces a todos los que hacen iniquidad.
6 Destruirás a los que hablan mentira; al hombre sanguinario y engañador abominará Jehová.
7 Mas yo entraré en tu casa por la abundancia de tu misericordia; adoraré con reverencia hacia tu santo Templo.
8 Guíame, Jehová, en tu justicia, a causa de mis enemigos; endereza delante de mí tu camino.
9 En la boca de ellos no hay sinceridad; su interior está lleno de maldad, sepulcro abierto es su garganta, su lengua es mentirosa.
10 ¡Castígalos, Dios! ¡Caigan por sus mismas intrigas! Por la multitud de sus transgresiones échalos fuera, porque se rebelaron contra ti.
11 Pero alégrense todos los que en ti confían; den voces de júbilo para siempre, porque tú los defiendes; en ti se regocijen los que aman tu nombre.

12 Tú, Jehová, bendecirás al justo; como con un escudo lo rodearás de tu favor.

### Versión de La Biblia de las Américas
1 Escucha mis palabras, oh Señor; considera mi lamento[.
2 Está atento a la voz de mi clamor, Rey mío y Dios mío, porque es a ti a quien oro.
3 Oh Señor, de mañana oirás mi voz; de mañana presentaré mi oración a ti, y con ansias esperaré.
4 Porque tú no eres un Dios que se complace en la maldad; el mal no mora contigo.
5 Los que se ensalzan no estarán delante de tus ojos; aborreces a todos los que hacen iniquidad.
6 Destruyes a los que hablan falsedad; el Señor abomina al hombre sanguinario y engañador.
7 Mas yo, por la abundancia de tu misericordia entraré en tu casa; me postraré en tu santo templo con reverencia.
8 Señor, guíame en tu justicia por causa de mis enemigos; allana delante de mí tu camino.
9 Porque no hay sinceridad en lo que dicen; destrucción son sus entrañas, sepulcro abierto es su garganta; con su lengua hablan lisonjas.
10 Tenlos por culpables, oh Dios; ¡que caigan por sus mismas intrigas! Echalos fuera por la multitud de sus transgresiones, porque se rebelan contra ti.
11 Pero alégrense todos los que en ti se refugian; para siempre canten con júbilo, porque tú los proteges; regocíjense en ti los que aman tu nombre.

12 Porque tú, oh Señor, bendices al justo, como con un escudo lo rodeas de tu favor.

## Usos

### Judaísmo
En el judaísmo , el versículo 8 del salmo 5 es el segundo versículo de Ma Tovu .

### Nuevo Testamento
El versículo 9 se cita en Romanos 3:13

### Iglesia católica
Desde la época de Benito de Nursia , la Regla de San Benito (530 d. C.) ha utilizado este salmo para el oficio de Laudes el lunes (Capítulo XIII).  En la Liturgia de las Horas actual, el Salmo 5 todavía se recita o canta en laudes el lunes de la primera semana.

### Libro de oración común
En el Libro de oración común de la Iglesia de Inglaterra , el Salmo 5 está designado para ser leído en la mañana del primer día del mes. 

### Música
Caspar cross Hamer (1546) creó en 1537 el coral Un geystlich Bitlied extraído en gran medida de los Salmos.